# دانیل اولسینا
دانیل اولسینا (انگلیسی: Daniel Olcina؛ زادهٔ ۲۵ ژانویهٔ ۱۹۸۹) بازیکن فوتبال اهل اسپانیا است.
از باشگاه‌هایی که در آن بازی کرده‌است می‌توان به باشگاه فوتبال تورپیدو-بلاز ژودزینا و باشگاه فوتبال والنسیا اشاره کرد.
وی همچنین در تیم ملی فوتبال زیر ۱۷ سال اسپانیا بازی کرده‌است.